# Вычислительная теория групп
Вычислительная теория групп — область науки на стыке математики и информатики, изучающая группы с помощью вычислительных машин. Она связана с проектированием, анализом алгоритмов и структур данных для вычисления различных характеристик (чаще всего — конечных) групп. Область интересна исследованием важных с различных точек зрения групп, данные о которых невозможно получить вычислениями вручную.

## Направления исследований
Основные направления исследований связаны с алгоритмами для:
- конечно заданных групп[2],
- полициклических и конечных разрешимых групп,
- групп перестановок[3],
- матричных групп,
- теории представлений.

## Важные алгоритмы
Важные алгоритмы в вычислительной теории групп включают:
- алгоритм Шрайера—Симса для нахождения порядка группы перестановок,
- алгоритм Тодда—Коксетера и алгоритм Кну́та—Бендикса для перечисления классов смежности,
- алгоритм перемножения—замены для нахождения случайного элемента группы.

Реализации алгоритмов вычислительной теории групп доступны, в частности, в двух известных системах компьютерной алгебры, GAP и MAGMA.

## Достижения
Некоторые достижения, непосредственно связанные с вычислительной теорией групп:
- полное перечисление всех конечных групп порядка меньше 2000,
- вычисление представлений всех спорадических групп.